# Alexander Sergejewitsch Spirin
Alexander Sergejewitsch Spirin (russisch Александр Сергеевич Спирин; * 4. September 1931 in Koroljow; † 30. Dezember 2020) war ein russischer Biochemiker und Molekularbiologe.

## Leben
Spirin studierte Biochemie an der Lomonossow-Universität mit der Promotion 1957. Am A. N. Bach Institut für Biochemie der Akademie der Wissenschaften war er Schüler von Andrei Nikolajewitsch Beloserski. 1962 habilitierte er sich (russischer Doktortitel) und 1964 wurde er Professor. Er lehrte an der Lomonossow-Universität, an der er 1973 als Nachfolger von Belozerski, der 1972 starb, Leiter der Molekularbiologie wurde, was er bis 2012 blieb. Bis 2001 war er Direktor des von ihm 1967 gegründeten Instituts für Proteinforschung der Russischen Akademie der Wissenschaften in Puschino.
Er war einer der Pioniere der Molekularbiologie und Molekulargenetik und speziell der Biosynthese von Proteinen in der Sowjetunion. Mit Beloserski unternahm er 1957 vergleichende Untersuchung von DNA und RNA in Bakterien und sagte die m-RNA voraus. Ebenfalls 1957 entdeckte er nicht-kodierende RNA. 1959 bis 1963 formulierte er Grundprinzipien für die makromolekulare Struktur der RNA. In den 1960er Jahren entdeckte er strukturelle Veränderungen (Aufbau aus Untereinheiten) in den Ribosomen von Zellen und entdeckte deren künstlichen Selbstaufbau. Er schlug 1968 einen molekularen Mechanismus für die Rolle von Ribosomen in der Proteinsynthese vor und untersuchte in der ersten Hälfte der 1970er Jahre mit L. P. Gavrilova die Synthese von Proteinen mit modifizierten Ribosomen außerhalb von Zellen und entwickelte in der zweiten Hälfte der 1970er Jahre ein Festphasen-Translationssystem mit immobilisierte Matrix. Ab Ende der 1980er Jahre entwickelte er Durchflusssysteme zur Proteinbiosynthese außerhalb der Zelle.

## Auszeichnungen
- 1969 Hans-Krebs-Medaille
- 1970 wurde er volles Mitglied der Sowjetischen Akademie der Wissenschaften (korrespondierendes Mitglied seit 1966)
- 1974 Mitglied der Leopoldina[1]
- 1975, 1981 Leninorden[2]
- 1976 Leninpreis
- 1986 Staatspreis der UdSSR[2]
- 1990 Mitglied der Academia Europaea[3]
- 1991 Mitglied der EMBO
- 1997 Mitglied der American Philosophical Society[4]
- 2000 Staatspreis der Russischen Föderation[2]
- 2001 Lomonossow-Goldmedaille[2]
- 2013 Demidow-Preis
- 2019 ausländisches Mitglied der National Academy of Sciences

## Schriften (Auswahl)
- Ribosomes, Springer 1999
- mit James Swartz (Hrsg.): Cell-free protein synthesis: methods and protocols, Wiley-VCH 2008
- als Herausgeber: Cell-Free Translation Systems, Springer 2002